# Netilmicin
Netilmicin ist ein Antibiotikum aus der Gruppe der Aminoglykosid-Antibiotika. Aufgrund seiner sehr geringen oralen Bioverfügbarkeit ist der Wirkstoff nur zur intravenösen oder topischen Anwendung geeignet.
Das Wirkspektrum umfasst zahlreiche gramnegative Bakterien, auch solche mit Gentamicin-Resistenz. Gegenüber Pseudomonas aeruginosa ist Netilmicin schwächer wirksam als andere Aminoglykoside. Die Toxizität (Innenohr, Niere) ist nach einigen Studien etwas geringer ausgeprägt als bei Tobramycin oder Gentamicin.
Pharmazeutisch verwendet wird das Netilmicinsulfat, ein weißes bis gelblich weißes, sehr hygroskopisches Pulver, das sehr leicht löslich in Wasser und praktisch unlöslich in Aceton und Ethanol 96 % ist.
Netilmicin wird halbsynthetisch aus Sisomicin (4,5-Dehydrogentamicin-C1a) hergestellt, welches durch Fermentation aus Micromonospora-Arten gewonnen wird.